# Haute-Lande-Girondine
Également appelée Landes girondines, cette région fait partie des Landes de Gascogne et s'étend au sud de la Gironde, de Hostens à Langon.  

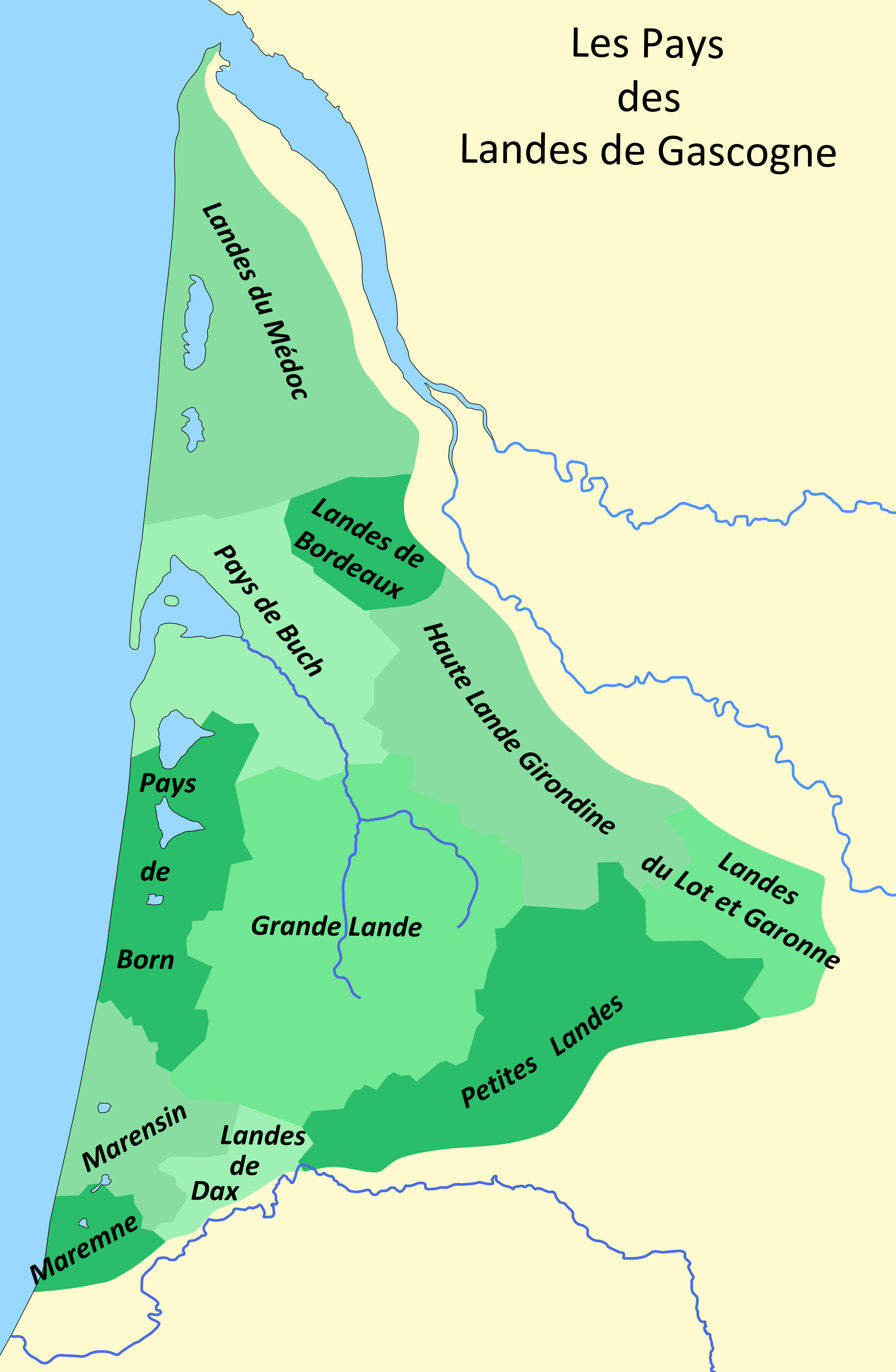
Carte des Pays des Landes de Gascogne

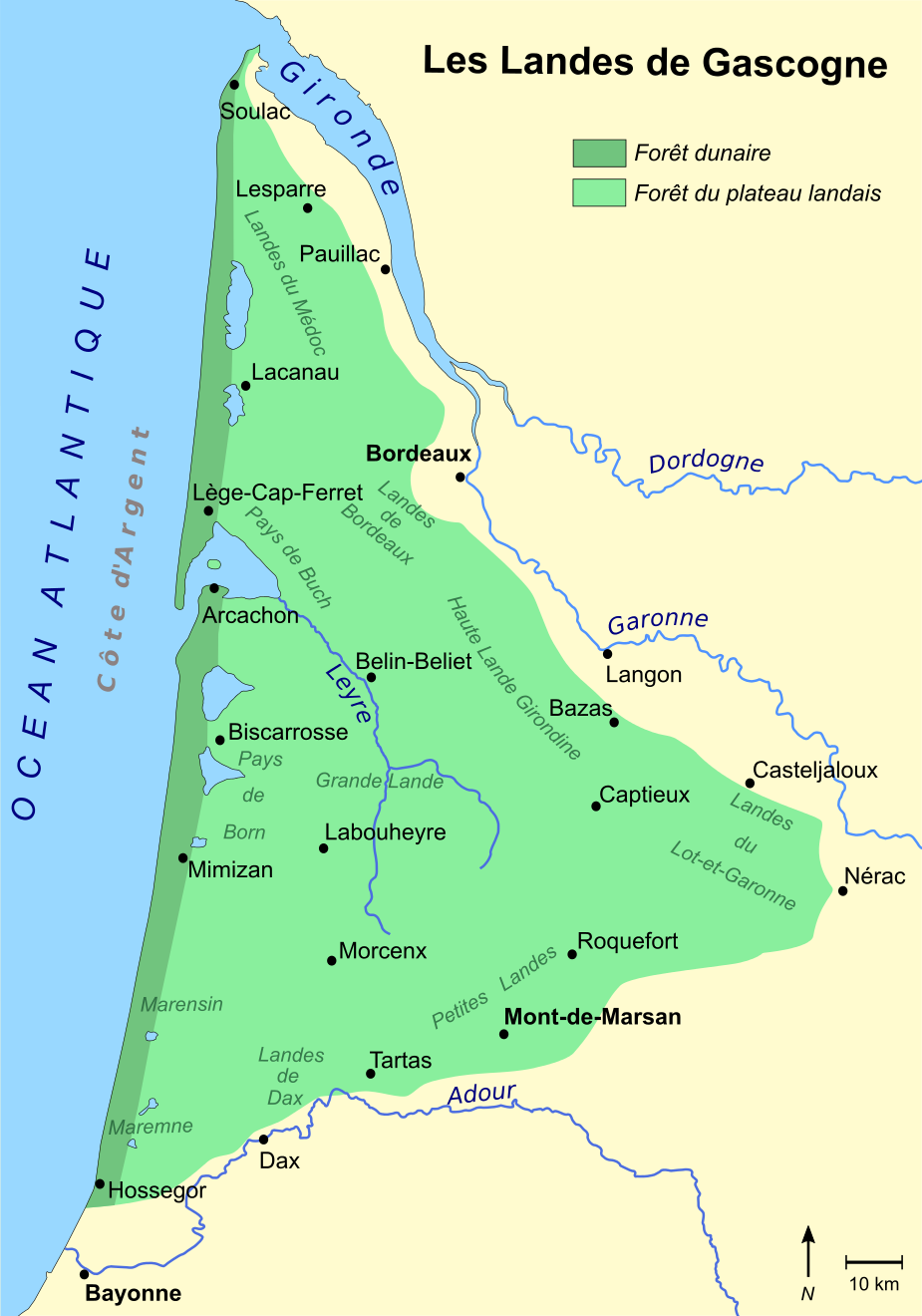
Situalion de principales villes dans les Landes de Gascogne

La Haute Lande Girondine est très semblable à la Grande Lande voisine. Elle est traversée par le Ciron, affluent de la Garonne, qui nait en Bazadais et finit en Bordelais. Les particularités de ce pays sont liées à la proximité du vignoble des Graves. On retrouve dans les villages quelques échoppes de pierre qui se mélangent aux maisons traditionnelles landaises. Il n'est pas rare de voir la forêt interrompue non par des champs de maïs comme dans le reste des Landes de Gascogne, mais par des plantations de vigne et des exploitations viticoles. Le sous-bois est marqué par la présence de nombreux acacias.
La Haute Lande girondine, étroitement attachée à Bordeaux, borde le sud de la région vinicole des Graves qui longe la Garonne sur une faible largeur. Elle comprend les Landes du Cernès prolongées au sud-est par les Landes du Bazadais. 

## Les Landes du Cernès

### Géographie
Les Landes du Cernès sont limitées à l’ouest par les communes de La Brède et d’Hostens, à l’est par la commune d’Illats.
Ces Landes du Cernès sont un pays constitué de bois et de prairies, laissant entrevoir quelques pins. Elles sont traversées de petites rivières qui se jettent dans la Garonne, la plus longue - après le Ciron - étant le Guat mort qui prend sa source près d’Hostens.

### Histoire
Au château de Castelnau de Cernès (Saint-Léger-de-Balson), construit à la fin du XIIIe siècle et dont il reste d’impressionnantes ruines, les Albret donnèrent des fêtes fastueuses. Le château de Villandraut fut édifié par Clément V dans la vallée du Ciron : ses puissantes tours en font une construction imposante, élevée en quelques années au début du XIVe siècle grâce aux largesses du pontife gascon. De tous les châteaux, le plus prestigieux est celui de Montesquieu à La Brède, qui recèle, entre autres richesses, la bibliothèque du célèbre philosophe ; son domaine est surtout constitué de bois et de prairies.

## Les Landes du Bazadais

### Géographie
Les Landes du Bazadais s’étendent jusqu’aux communes de Bazas et de Langon. Ces landes sont terre de Guyenne : la pente, les eaux, les voies de terre les inclinent vers Bordeaux et vers le liseré des vignobles en bordure de la Garonne,  alors que les landes du sud sont terres de Gascogne jusqu’à l’Adour.
Ces Landes du Bazadais, qui correspondent en gros au Ciron supérieur et à son bassin, sont constituées de collines alluvionnaires faisant une large place à la polyculture et à l’élevage tout en gardant des bois de chênes, de châtaigniers, d’acacias qui se mêlent aux pins, et quelques parcelles de landes.

### Histoire
Le Bazadais fut une région distincte du Bordelais car Bazas fut du VIe siècle jusqu’à la Révolution le siège d’un évêché dont le diocèse débordait largement les limites du Bazadais pour franchir la Garonne et englober La Réole et une partie de l’Entre-deux-Mers, entre Garonne et Dordogne. Au XIXe siècle, le Ciron, rivière flottable coupée de barrages, transportait bois et résines et était jalonnée de petites usines, forges, moulins, scieries, papeteries.

## Sources
- Louis Papy, Les landes de Gascogne -  Ed. Privat, 1978
- Philippe Prevot, Connaître la Gironde -  Ed. Sud-Ouest, 1993
- Jean-Roger d’Anglade, Histoire de Bazas -  Les Amis du Bazadais, 1987